# John Lindqvist
John Lindqvist, född 8 juni 1845 i Östra Ryd, Östergötlands län, död 12 augusti 1891 i Marstrand, var en svensk direktör och riksdagsman. 
Lindqvist var VD för Örnsköldsviks sparbank från 1879. Han var ledamot av Sveriges riksdags första kammare från 1889 till sin död, invald i Västernorrlands läns valkrets.